# Hesnæs
Hesnæs er et lille fiskerleje på det østlige Falster ved Hesnæs Vig og samtidig den eneste havn på Falsters østkyst. Landsbyen ligger i Guldborgsund Kommune og tilhører Region Sjælland.
Hesnæs er omgivet af Corselitze Østerskov mod nord og Bønnet Skov mod syd, der er højtbeliggende skove ved klinter skrånende ned mod Østersøens strande. Landsbyen kendetegnes ved sine særprægede gamle huse, der er pakket ind i strå på murene såvel som på taget. Dette ses ingen andre steder i Danmark. Fra havnen udskibes træ fra de omkringliggende skove og videre ud til andre dele af landet.
Man mener digteren Adam Oehlenschläger havde dette sted i tankerne, da han i 1820 forfattede – Der er et yndigt land – idet han ofte befandt sig ved Pomlenakke syd for fiskerlejet på dette tidspunkt.[kilde mangler]
Fra Hesnæs er der 6 kilometer til Horbelev, 12 til Stubbekøbing og godt 21 til Nykøbing Falster.
I 2013 var Hesnæs udnævnt til "Årets Landsby" i Guldborgsund Kommune.

## Stormfloden 2023
Under stormfloden d. 20.-21. oktober 2023 steg vandstanden ved Hesnæs voldsomt, og vandstandsmåleren bød sammen efter der var målt 2,39 m over normal vandstand. Havnen og mange skibe i den fik store skader. Havnen var så medtaget, at den stadig var lukket for turister i januar 2025, og Guldborgsund Kommune overtog havnen for at genopbygge den med støtte fra Det Classenske Fideicommis.